# Danter Espinoza
Danter Espinoza (Mala, 8 de noviembre de 1987 - Imperial, 14 de marzo de 2014) fue un futbolista peruano que jugaba en la demarcación de centrocampista.

## Biografía
Debutó como futbolista con el FBC Aurora en la temporada 2010/2011, cuando contaba con 24 años de edad, tras haber pasado previamente por clubes de menor categoría. Jugó en el club durante una temporada antes de irse traspasado al CD Walter Ormeño. Permaneció en el club hasta el 14 de marzo de 2014, fecha en la que falleció a los 26 años de edad a causa de una enfermedad no revelada hasta el momento.

## Clubes
| Club               | País | Año         |
| ------------------ | ---- | ----------- |
| Delfines Tiburones | Perú | 2010        |
| FBC Aurora         | Perú | 2011 - 2012 |
| Walter Ormeño      | Perú | 2012 - 2014 |